# Provincia de Aurora
Aurora (en ilocano, Probinsia ti Aurora; en tagalo, Lalawigan ng Aurora; en inglés y oficialmente, Province of Aurora) es una provincia de Filipinas situada en Luzón Central. Su capital es Baler y limita con las provincias de Quezon, Bulacán, Nueva Écija, Nueva Vizcaya, Quirino e Isabela. Al este de Aurora está el mar de Filipinas.
Antes de 1979, Aurora formaba parte de la provincia de Quezon. Debe su nombre a Aurora A. Quezon, esposa de Manuel L. Quezon, presidente de la Mancomunidad filipina.

## Geografía

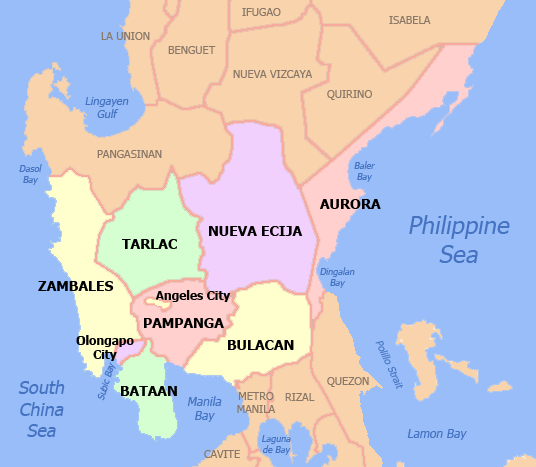
Situación de la provincia en la región.

Está situada esta provincia en la costa oriental y en la parte más ancha de la isla de Luzón. Confina al este con el mar de Filipinas, al sur con las provincias de Quezón y de Bulacán y al oeste con las provincias de Quirino, Nueva Vizcaya y Nueva Écija.

## Historia
En los primeros días del periodo colonial español, Aurora estuvo eclesiásticamente vinculada al
que luego sería Distrito de La Infanta.
En 1572 Juan de Salcedo explora el territorio de Casigurán, Baler e Infanta.
El año 1609 los franciscanos estabelecieron misiones en Baler y Casigurán.

La comarca pasa a depender espiritualmente a los Agustinos Recoletos en 1658, siendo devuelta a los Frailes Menores en 1703 quienes establecieron  misiones en Dipaculao, establecida en 1719, y Casigurán, en 1753.

### El Distrito
El distrito de El Príncipe fue una división administrativa durante las últimas décadas del dominio español. Su capital, "cabecera" en la terminología de la época, estaba en Baler. Se corresponde aproximadamente con la actual provincia de Aurora.
Entre 1855 y 1885, Aurora (entonces llamado El Príncipe) fue declarado comandancia político-militar, con su capital en Baler.

### Ocupación estadounidense
Tras el fin de la presencia española, en julio de 1901, las nuevas autoridades estadounidenses decretaron la desaparición del distrito de El Príncipe, transferida desde Nueva Écija, y su incorporación a la provincia de Tayabas, hoy Quezón.

### La provincia
Creada el 14 de junio de  1951, durante el mandato del presidente Elpidio Quirino, como subprovincia comprendiendo los municipios de Baler, Casiguran, Dipaculao y Maria Aurora, y dependiendo de la provincia de la que se desgajaba, la de Quezón. Baler, ciudad natal de Aurora Quezón, fue designada su capital.
En 1979, durante la presidencia de Ferdinand Marcos, Aurora fue elevada a la categoría de provincia, separada de Quezón, manteniendo a Baler como capital. En 2002, Aurora fue transferida desde la Región IV o Tagala Meridional a Luzón Central por la Orden Ejecutiva n.º 103.

## Hermanamiento
En 2005, Viduerna de la Peña, patria del cabo Jesús García Quijano, el último palentino de Filipinas que participó en el sitio de Baler
se ha hermanado con el Municipio de Baler e inaugurado el Monumento a la Concordia Universal en recuerdo del Sitio de Baler. Un año después fue la Diputación de Palencia quien dio ese paso de sellar su hermanamiento con la Diputación de la provincia de Aurora.

## Población

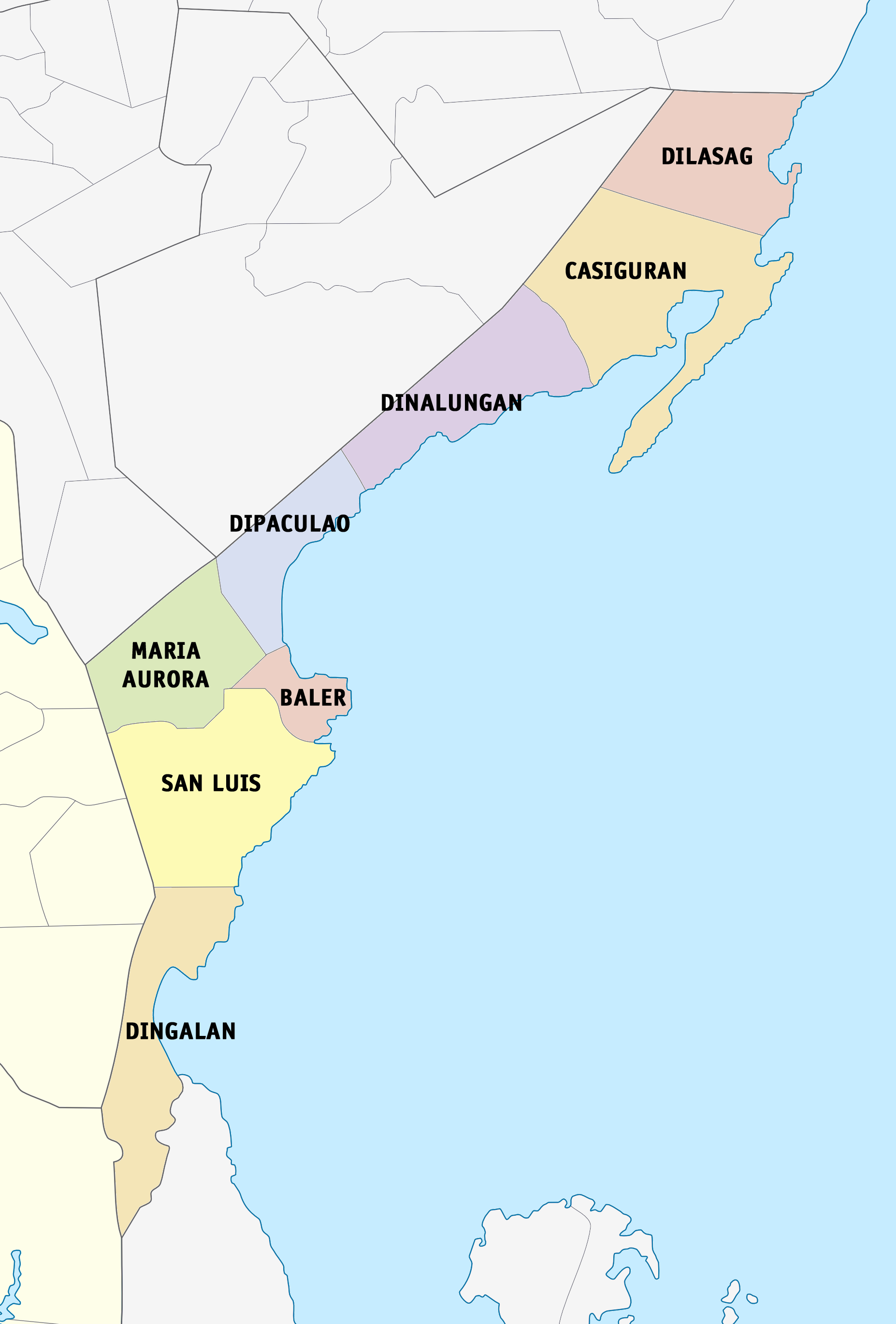
Mapa político.

Políticamente se divide en 8 municipios y ninguna ciudad. Cuenta con 151 barangays.
Consta de un único distrito para las elecciones al Congreso.
| Ciudad/Municipalidad | N.º de Barangays | Población (2010) | Área (km²) | Código    |
| -------------------- | ---------------- | ---------------- | ---------- | --------- |
| Baler                | 8                | 36.010           | 92.55      | 037701000 |
| Casigurán            | 24               | 23.865           | 715.43     | 037702000 |
| Dilasag              | 11               | 15.683           | 306.25     | 037703000 |
| Dinalungán           | 9                | 10.988           | 316.85     | 037704000 |
| Dingalán             | 11               | 23.554           | 304.55     | 037705000 |
| Dipaculao            | 25               | 27.729           | 361.64     | 037706000 |
| María Aurora         | 40               | 38.128           | 426.19     | 037707000 |
| San Luis             | 18               | 25.276           | 623.86     | 037708000 |